# 지상사
지상사(至相寺)는 중국 장안(지금의 산시성 시안시 일대)의 중난산(终南山)에 위치한 유서깊은 사찰이다. 화엄종의 시조인 두순과 2대조인 지엄 그리고 3대조인 법장이 이곳에서 화엄종의 기틀을 다지고 부흥시켰다.  특히 의상은 이곳 지상사에서 지엄에게서  화엄경을 7년간 수학하였다고 전한다. 당시 장안에 있는 서명사에는 원측이 있었다.
한편 화엄사와 더불어 지상사는 화엄종의 발원지인 조정(祖庭) 사찰로 여겨지고있다.

## 편액(扁額)
賢首宗祖庭至相寺
화엄종의 발원지 지상사를 기린다.
지상사에 돌로 편액되어있는 '賢首宗祖庭至相寺'는 화엄종 제3대조사인 현수 법장을 가리키며 측천무후가 법장에게 '현수'라는 법호 이름을 지어준것으로 알려져있다. 현수종(賢首宗)은 당시 3대조의 법장을 가리키며 이는 화엄종의 별칭이다.  조정(祖庭)은 화엄종의 발원지인 사찰을 의미한다.

## 같이 보기
- 운제사